# Arnoldo Alemán

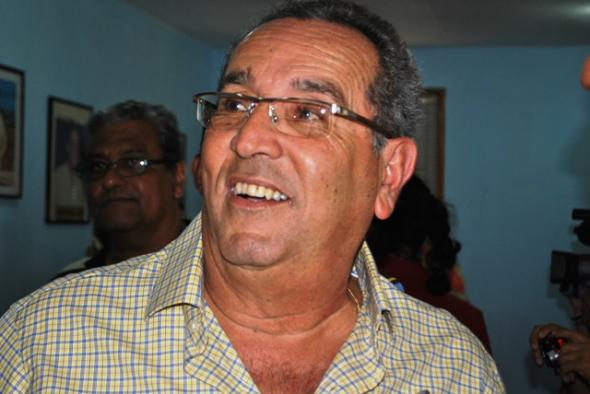
Arnoldo Alemán

Arnoldo Alemán Lacayo (Managua, 23 januari 1946) is een Nicaraguaans politicus. Hij was president van Nicaragua van 1997 tot 2002. Alemán is omstreden wegens de grootschalige corruptie die tijdens zijn presidentschap heeft plaatsgevonden; hij zou zich tientallen miljoenen dollar aan overheidsgeld hebben toegeëigend. Hij staat in Nicaragua ook wel bekend als El Gordo (Spaans voor 'de dikke').
Alemán was zoon van een beambte uit de regering van Anastasio Somoza García. Hij studeerde rechtsgeleerdheid in León en was werkzaam in de overheid en bankensector. Na de Sandinistische machtsovername in 1979 heeft hij een aantal maanden gevangengezeten. In de jaren 90 werd hij voor de Liberaal Constitutionele Partij (PLC) burgemeester van Managua. Hij werd in die functie populair vanwege wederopbouwprojecten. In 1993 werd Alemán leider van de PLC, een functie die hij tot op heden vervult. In 1996 won hij met grote overmacht de presidentsverkiezingen van Daniel Ortega.
Tijdens zijn presidentschap bevorderde Alemán de economie en wist hij de inflatie te verminderen. Door buitenlandse investeringen wist hij de infrastructuur van Nicaragua te verbeteren. Hij verzoende zich met de Sandinisten en gaf hen enkele regeringsfuncties. Later bleek dat dit voornamelijk was gedaan om de gierende corruptie binnen zijn regering te verhullen. In 2001 werden de verkiezingen gewonnen door zijn partijgenoot Enrique Bolaños, die hem in 2002 opvolgde.
Na het eind van zijn presidentschap werd informatie over zijn doen en laten openbaar. Zo bleek onder andere dat Alemán tijdens twee nachten in Parijs 10.000 dollar had uitgegeven, en voor 22.000 dollar aan Egyptische tapijten had aangeschaft, betaald met overheidsgeld. Directeur van de belastingdienst Byron Jérez liet met toestemming van Alemán grote delen van de douane-inkomsten doorsluizen naar privé-rekeningen. Vijf banken gingen failliet na ingrijpen van Alemán en zijn familieleden. Transparency International heeft Alemán opgenomen in de top-10 van 's werelds meest corrupte leiders uit de recente geschiedenis. 
Bolaños maakte corruptiebestrijding, met name het aanpakken van Alemán, tot een van de speerpunten van zijn presidentschap. Het resultaat was echter dat hij al snel zonder politieke steun kwam te staan, daar de PLC in het congres achter Alemán bleef staan. Ook het Sandinistisch Nationaal Bevrijdingsfront (FSLN) van Ortega wordt wel beschuldigd Alemán een hand boven het hoofd te houden. Er zou zelfs sprake zijn van een pact tussen Alemán en Ortega waarin beiden afspraken elkaar te beschermen tegen vervolging en politieke functies te verdelen tussen PLC- en FSLN-leden.
In december 2002 werd Alemán in staat van beschuldiging gesteld samen met dertien anderen, waaronder Jérez en meerdere familieleden. Een jaar later volgde een veroordeling wegens corruptie, verduistering en witwassen. In totaal ging het om een bedrag van 42 miljoen euro. Alemán werd tot twintig jaar gevangenisstraf veroordeeld, die hij wegens gezondheidsredenen mocht uitzitten op zijn eigen ranch. In hoger beroep, op 13 december 2007, werd echter bepaald dat hij wel naar de gevangenis moest. Bolaños uiteindelijk was intussen uit de PLC gezet. Mede door de verdeeldheid in de liberale gelederen kon Ortega in 2006 weer tot president worden gekozen.
In januari 2009 werd Alemán door het Hooggerechtshof vrijgesproken; de meeste waarnemers spraken van een politieke beslissing. In de Verenigde Staten en de Europese Unie staan nog aanklachten tegen hem open. Alemán heeft aangekondigd in 2011 weer een gooi naar het presidentschap te willen doen.